# Red Sails in the Sunset
Red Sails in the Sunset, musikalbum av Midnight Oil (1984).
Knappast ett av Midnight Oils mest hyllade album, och innehållet får nog sägas vara ganska svårtillgänglig för de mer måttligt intresserade. Omslaget pryds av en målning av Tsunehisa Kimura föreställande ett delvis ödelagt Sydney med Sydney Harbour Bridge och operahuset i blickfånget och jättelika kratrar som efter en kärnvapensprängning.

## Låtlista
| Nr  | Titel                                 | Kompositör                                            | Längd |
| --- | ------------------------------------- | ----------------------------------------------------- | ----- |
| 1.  | When the Generals Talk                | Rob Hirst, Jim Moginie, Peter Garrett                 | 3:32  |
| 2.  | Best of Both Worlds                   | Hirst, Moginie                                        | 4:05  |
| 3.  | Sleep                                 | Moginie, Hirst, Garrett                               | 5:09  |
| 4.  | Minutes to Midnight                   | Moginie, Garrett                                      | 3:20  |
| 5.  | Jimmy Sharman's Boxers                | Hirst, Moginie                                        | 7:10  |
| 6.  | Bakerman                              | Hirst                                                 | 0:52  |
| 7.  | Who Can Stand in the Way              | Moginie, Garrett                                      | 4:33  |
| 8.  | Kosciusko                             | Hirst, Moginie                                        | 4:47  |
| 9.  | Helps Me Helps You                    | Hirst, Moginie                                        | 3:44  |
| 10. | Harrisburg                            | Moginie, Denis Kevans                                 | 3:46  |
| 11. | Bells and Horns in the Back of Beyond | Garrett, Peter Gifford, Hirst, Moginie, Martin Rotsey | 3:30  |
| 12. | Shipyards of New Zealand              | Moginie, Garrett                                      | 5:53  |